# Biblioteca pública municipal Francisco Samper Madrid
La Biblioteca Pública Municipal Francisco Samper Madrid más conocida como Biblioteca Pública de Madrid es una biblioteca pública y municipal ubicada en el municipio de Madrid, afiliada a la Red Nacional de Bibliotecas Públicas, a la Red de Bibliotecas Colsubsidio y al Programa Nacional de Bibliotecas Itinerantes cuenta en su acervo con una colección fija de más de 20.000 volúmenes.
La Biblioteca Pública Municipal Francisco Samper Madrid es también la sede de la Secretaría de Educación y la Dirección de Cultura del municipio de Madrid Cundinamarca.

## Características
Cuenta con una colección de 20.000 volúmenes, sala de lectura general, sala de lectura infantil y sala de lectura juvenil, cuenta además con una hemeroteca, una bebeteca, salas de talleres, escuelas de formación musical, sala vive digital, sala de ciencia y tecnología, y sala de exposición de artistas locales.

## Historia
La biblioteca fue fundada mediante la donación de los señores Francisco Samper Madrid y el profesor Garavito, y fue bautizada en su honor. Estuvo ubicada por varias décadas en la última puerta de la Alcaldía de Madrid, atendida por el señor Alfonso Casasbuenas Pinzón. Entre los años 2009 y 2017 funcionó en la antigua estación Madrid del Ferrocarril de la Sabana, bien patrimonial nacional. Finalmente, en el año 2018 fue trasladada al actual edificio luego de la terminación de este, dicho traslado permitió la ampliación de volúmenes y actividades en la biblioteca.